# Discovery Museum

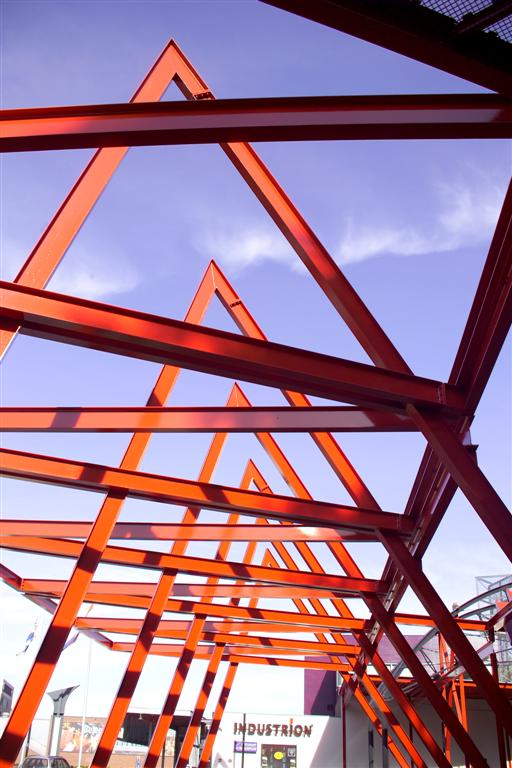
Entreegebied

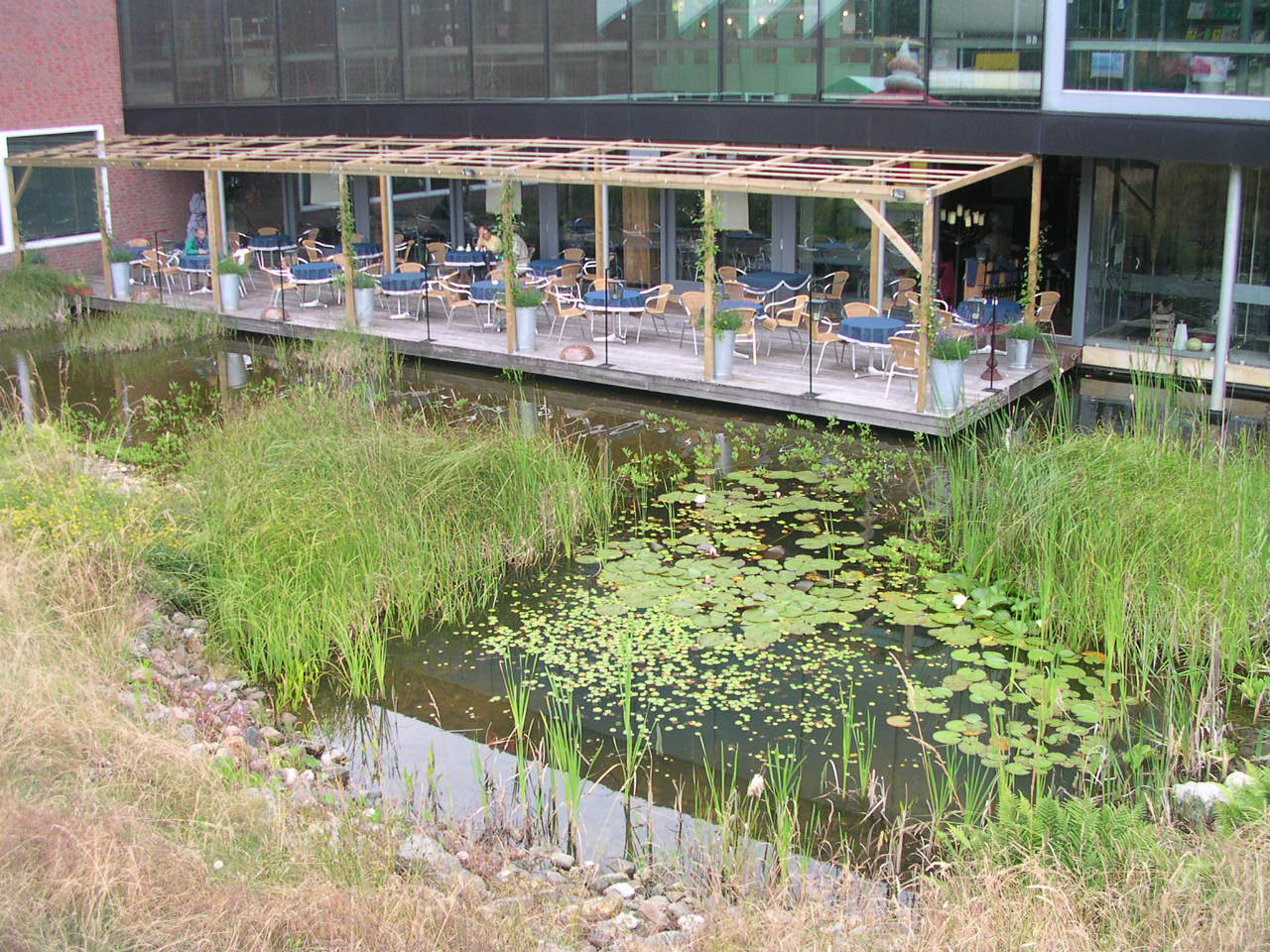
Museumcafé

Discovery Museum is een provinciaal museum in de Limburgse plaats Kerkrade, Nederland, naast station Kerkrade Centrum. Het museum is gewijd aan de ontwikkelingen van wetenschap en techniek in verleden, heden en toekomst. Bezoekers kunnen zelf ontdekken wat wetenschap en techniek voor hun dagelijks leven betekenen. Naast historische thema’s als steenkolenmijnbouw en Maastrichts aardewerk, komen ook voor de toekomst belangrijke thema’s als nanotechnologie en duurzaamheid aan bod. Tot 13 juni 2009 heette het museum Industrion en tot 2021 Continium Discovery Center.
Het Discovery Museum is een van de drie provinciale musea van de provincie Limburg. De andere twee zijn het Limburgs Museum in Venlo en het Bonnefantenmuseum in Maastricht.

## Geschiedenis
Het museum "Industrion" opende in 1998 de deuren en nam de collectie over van het begin jaren 90 gesloten Mijnmuseum "Rolduc" in dezelfde gemeente. Na een aanvankelijk succesvolle start, daalden de bezoekcijfers de daarop volgende jaren aanzienlijk. Er werd een nieuwe directeur aangetrokken en het museum zette een andere koers in. Met tentoonstellingen over o.a. Leonardo da Vinci, James Bond en Willie Wortel werd de negatieve spiraal van dalende bezoekcijfers weliswaar doorbroken, maar vervreemdde het museum ook van het oorspronkelijke hoofdthema, namelijk de aandacht voor de lokale geschiedenis van de laatste 150 jaar.

### Verbouwing 2007
Het museum onderging sinds eind 2007 een grootschalige verbouwing, waarbij de indeling van het gebouw ingrijpend werd gewijzigd en er aan de zijkant van het museum een nieuwe vleugel aangebouwd is. Tevens werd er gebouwd aan een nieuwe vaste presentatie, die zich niet meer alleen richt op de geschiedenis. In de nieuwe opzet ligt de focus op de continue samenhang van verleden, heden en toekomst. Tevens worden de technologische en wetenschappelijke ontwikkelingen getoond en de manier waarop die invloed hebben op onze samenleving. Daarnaast kwam er een "science center"-omgeving waar de bezoeker middels interactieve experimenteerstations aan de slag gaat met wetenschappelijke en technische principes.
Omdat de naam "Industrion" niet meer aansloot bij de nieuwe inhoud is er gekozen om verder te gaan onder een nieuwe naam. Op 15 juni 2009 heropende Industrion dan ook als Continium discovery center.

### Uitbreiding 2015
In 2015 is Continium weer geopend door Koning Willem-Alexander na een jaar gesloten te zijn geweest. Op het terrein zijn twee nieuwe instellingen gebouwd: Cube design museum en Columbus earth center. Deze delen samen met Continium een centrale ontvangsthal. De binnenplaats en het adres is hernoemd naar Museumplein.